# Консультативная схема по правилам водопользования
Консультативная схема по правилам водопользования (англ. Water Regulations Advisory Scheme, WRAS) — разрешение к применению в питьевом водоснабжении для Великобритании. Является знаком соответствия, который демонстрирует, что изделие соответствует стандартам, установленным правилами по водным ресурсам, принятыми в 1999 году в Соединённом Королевстве. 
Процедура получения сертификата проходит в два этапа: первый этап заключается в проверке материалов, из которых сделаны изделия, на соответствие британским стандартам, с целью оценки их возможного воздействия на органолептические и химические свойства воды. Второй этап заключается в проведении гидравлических и механических испытаний конструкций и механизмов.